# Cinéma Québécois
Cinéma Québécois è un documentario in serie tv costituito da 13 episodi da 60 minuti l'uno dove vari artisti ed attori discutono e commentano l'evoluzione del cinema del Québéc dalle origini ai giorni nostri.